# Long Island Head Light
Long Island Head Light ist der Name eines Leuchtturms auf der namensgebenden Insel Long Island im Boston Harbor auf dem Staatsgebiet des Bundesstaats Massachusetts der Vereinigten Staaten. Er wird von der Küstenwache der Vereinigten Staaten verwaltet.

## Lage und Umgebung
Der Leuchtturm befindet sich an der Nordostspitze der zu Boston gehörenden Insel Long Island im Boston Harbor.

## Architektur
Das freistehende, zylindrische Bauwerk wurde im Italianate-Stil aus Backsteinen auf einem Granitfundament errichtet. Der Baukörper ist weiß, das Feuerhaus schwarz gestrichen.

## Konstruktion und Daten
Das Licht des Turms reicht 6 Seemeilen (11 km) weit. Das heutige Gebäude wurde 1901 errichtet, ist 52 ft (15,8 m) hoch und besteht aus Ziegelsteinen. Der Leuchtturm wurde am 7. August 1989 automatisiert und erzeugt alle 2,5 Sekunden einen weißen Lichtblitz.

## Entstehungsgeschichte
Von 1716 bis in das frühe 19. Jahrhundert hinein war das Boston Light der einzige Leuchtturm im Boston Harbor. Der erste Leuchtturm auf Long Island wurde unter der Bezeichnung Inner Harbor Light im Jahr 1819 errichtet. Die Boston Marine Society hatte festgestellt, dass eine große Zahl an Schiffen nahe an Long Island vorbeifuhr, und den Bau eines Leuchtfeuers beantragt. Der Kongress der Vereinigten Staaten genehmigte dafür 11.500 US-Dollar, was 2012 – abhängig von der Berechnungsweise – einem Gegenwert zwischen 214.000 und 251 Mio. US-$ entsprach.

## Geschichte des Gebäudes
Der 1819 aus Steinen errichtete Leuchtturm verfiel relativ schnell; insgesamt wurden nach dem Abriss des ursprünglichen Gebäudes bislang drei weitere Leuchttürme an derselben Position errichtet. 1844 wurde der Turm durch eine der ersten Leuchtturm-Konstruktionen aus Gusseisen ersetzt und 1858 mit einer Fresnel-Linse der 4. Ordnung ausgestattet, die ein konstantes weißes Licht projizierte. 1881 folgte ein weiterer Neubau. Im Zuge der Erweiterung des Fort Strong, die von 1899 bis 1939 andauerte, musste der Leuchtturm versetzt werden und wurde 1901 wieder in Betrieb genommen. Von 1982 bis 1985 wurde er von der Küstenwache außer Betrieb genommen und im Rahmen einer umfassenden Restaurierung auf Solarenergie umgestellt. 1998 folgte eine weitere Renovierung.
Der heutige Leuchtturm wurde am 15. Juni 1987 im Rahmen der Multiple Property Submission Lighthouses of Massachusetts MPS unter der Nummer 87001481 in das National Register of Historic Places aufgenommen.